# 乙酸钬
乙酸钬是钬的乙酸盐，化学式为(CH3COO)3Ho。

## 制备
乙酸钬可由碳酸钬和乙酸水溶液（67 v.%）反应得到：
Ho2(CO3)3 + 6 CH3COOH → 2 (CH3COO)3Ho + 3 H2O + 3 CO2↑
氧化钬和乙酸溶液混合，在pH=4时可以析出乙酸钬的三斜晶体Ho2(CH3COO)6·4H2O：
Ho2O3 + 6 CH3COOH → 2 (CH3COO)3Ho + 3 H2O

## 性质
乙酸钬的3.5水合物在105 °C分解，生成半水合物，在135 °C得到无水物。继续加热经过Ho(OH)(CH3COO)2、HoO(CH3COO)以及Ho2O2CO3，最终于590 °C得到Ho2O3。

## 拓展阅读
- R. S. Kolat, J. E. Powell. . Inorganic Chemistry. 1962-05-01, 1 (2): 293–296  [2019-02-01]. ISSN 0020-1669. doi:10.1021/ic50002a019.